# 지게차 관제시스템
지게차 관제시스템에 대해 설명한다.
물류기업 LogisALL에서 자체개발한 스마트 지게차 관제시스템 Plat'Fork 설명이다.

## 주요기능
- 장비 운영효율 분석 
  - 가동시간 및 이동시간 개별 파악 및 웹 그래프 표현 
    - 실제 가동시간 및 시각 파악으로 현장에서 실제로 필요 장비의 적정대수를 데이터에 근거하여 산출 가능
- 장비 연료정보 (배터리, 디젤) 파악 
  - 배터리, 유류 사용량 및 충전횟수, 연비 표현
    - 배터리 충전시간 및 횟수, 실제 주유량 파악 및 연비 파악으로 전동 장비의 가장 큰 소모품인 배터리 사용년수를 늘리며, 주유이력 관리로 디젤 장비의 유류비 절감 가능
- 고장 정보 
  - 고장 시 에러코드 실시간 알람
    - 디스플레이보드 에러코드 생성 시 서비스 담당자 및 관리담당자의 핸드폰으로 실시간 문자 알림 기능 보유, 운전자 고장 인식 전 각 담당자 고장 인식 가능

## 특징 및 장점
- 다양한 제조사 장비 장착 
  - 장비 통합관리 가능
    - 여러 제조사 모델에 장착이 가능하게 개발되어 현장의 장비 제조사를 한가지로 통일 시킬 필요 없음
- 임대 비즈니스 모델과의 결합 
  - 임대 장비 결합 사용 중
    - 국내 1위 장비 임대업체로서 임대사업과 IoT 관리시스템을 결합하여 최적의 솔루션을 제공하고 있음

## 장비 사용 현장
1. 지게차를 사용하는 물류센터 및 현장
2. 가동시간 및 가동시각 파악이 필요한 현장
3. 실제 운영되는 대수가 적정한지에 대한 여부가 알고 싶은 현장
4. 주유이력에 대한 데이터 관리가 필요한 현장
5. 고액 장비의 위치관제가 필요한 현장
6. 고장 운휴율로 인한 피해가 있는 현장